# Попелка, Август
Август Адольф Попелка (чеш. August Adolf Popelka; 23 мая 1887, Брно, Цислейтания — 15 августа 1951) — чешский и чехословацкий государственный служащий, юрист, долголетний сотрудник канцелярии президента Чехословакии, в последствии глава канцелярии государственного президента Протектората Богемии и Моравии Эмиля Гахи.

## Биография
Родился в Брно, в семье юриста Августина Попелки и его жены, актрисы Людвики Роттовой. Его отец был видным брненским юристом и политиком, во времена Первой республики занимал должность министра юстиции Чехословацкой Республики в правительстве Яна Черного и был первым председателем Верховного суда Чехословакии. Его дед, Адольф Попелка, был судьёй Верховного и кассационного суда Цислейтании в Вене. Его мать до замужества была актрисой в пражском театре на Виноградах. Окончил юридический факультет и получил степень доктора права.
В 1914 году женился на Йозефине Недбаловой. После создания независимого чехословацкого государства, а также канцелярии президента, поступил на службу в качестве чиновника. Проработал в канцелярии долгие годы, а после вынужденной, немецкими оккупационными властями, отставки главы канцелярии Иржи Гавелки, был назначен на пост главы канцелярии президентом Гахой. Кроме того, Гаха знал семью Попелки как коллега юрист и судья. Гаха был председателем Верховного административного суда, в то время как Августин был председателем Верховного суда. Оставался на посту вплоть до конца войны в мае 1945 года, после чего был арестован.
Был осуждён чрезвычайным народным судом за коллаборационизм к пяти годам заключения.
Скончался 15 августа 1951 года в возрасте 64 лет. 